# Тюреста
Тюреста (швед. Tyresta) — национальный парк в Швеции, расположенный в Стокгольмском лене в коммунах Ханинге и Тюресё.
Тюреста представляет собой рифтовую долину. Парк покрыт сосновыми лесами, это один из самых больших массивов девственных лесов в Швеции.

## Национальный парк
Площадь национального парка вместе с окружающим его заповедником составляет 47 км2.
В августе 1999 года около 10% площади парка выгорело в результате лесных пожаров.
- Шесть лет спустя после пожара
- Озеро Оршён
- Озеро Оршён